# 戴維斯穹丘
82°10′S 155°1′E / 82.167°S 155.017°E
戴維斯穹丘（英語：Davis Knoll）是南極洲的穹丘，位於奧次地，處於埃斯特山以北11公里，根據美國地質調查局的測量和美國海軍的空中照片被繪入地圖，以地質學家命名。